# Prix Eugène-Marais

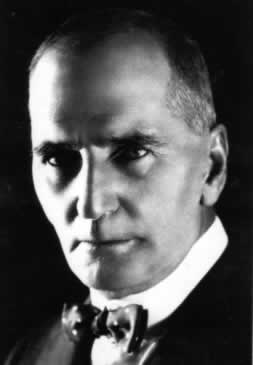
Eugène Marais.

Le prix Eugène Marais (Eugène Maraisprys), est décerné chaque année depuis 1961 par l'Académie sud-africaine des sciences et des arts (Suid-Afrikaanse Akademie vir Wetenskap en Kuns). Il récompense un auteur pour une première œuvre, ou l'une de ses premières œuvres, rédigée en langue afrikaans. Il s'est appelé tout d'abord prix d'encouragement (Aanmoedigingsprys), puis prix de la première œuvre (Debuutprys); à la suite d'une révision de son règlement, il a reçu en 1971 le nom d'Eugène Marais (1871-1936), poète, écrivain et naturaliste sud-africain. Ce prix peut être décerné quel que soit le genre de l'ouvrage (poésie, roman, théâtre), mais uniquement pour des œuvres publiées au cours de l'année civile précédente. Un écrivain ne peut recevoir le prix Eugène-Marais qu'une seule fois. En 2009, son montant s'élevait à 22 000 rands.

## Lauréats
- 1961 : Audrey Blignault pour In klein maat, Die vrolike lied et sa collaboration à Die dammetjie
- 1963 : André Brink pour Caesar
- 1964 : Dolf van Niekerk pour Skepsels et Elsa Joubert pour Ons wag op die kaptein
- 1965 : George Louw pour Koggelstok
- 1966 : Henriette Grové pour l'ensemble de son œuvre dramatique
- 1967 : Abraham H. de Vries pour l'ensemble de son œuvre en prose
- 1968 : M.M. Walters pour Cabala
- 1970 : P.G. Hendriks pour Die weg van 'n man
- 1971 : Sheila Cussons pour Plektrum
- 1972 : Lina Spies pour Digby Vergenoeg
- 1973 : Antjie Krog pour Januarie-suite
- 1974 : Leon Strydom pour Geleentheidsverse
- 1975 : P.J. Haasbroek pour Heupvuur
- 1976 : J.C. Steyn pour Grammatika van liefhê
- 1978 : Marlene van Niekerk pour Sprokkelster
- 1979 : Eveleen Castelyn pour Tussen hemel en aarde
- 1980 : Petra Müller pour Patria
- 1981 : Annesu de Vos (af) pour Gebed van 'n groen perske en ander verse
- 1982 : Louis Krüger pour Die skerpskutter
- 1983 : E. Kotze pour Halfkrone vir die Nagmaal
- 1984 : Etienne van Heerden (en) pour My Kubaan
- 1985 : Alexander Strachan pour 'n Wêreld sonder grense
- 1986 : Freek Swart pour Spinola se rooi angelier
- 1987 : Joan Hambidge pour Bitterlemoene et Deon Opperman pour Môre is 'n lang dag/Die teken
- 1988 : P.C. Haarhoff pour Uit 'n ander wêreld
- 1989 : Philip de Vos pour Daar's bitterals in die heuningwals
- 1990 : H.J. Pieterse pour Alruin
- 1991 : Pieter Stoffberg pour Die hart van 'n hond
- 1992 : Riana Scheepers pour Dulle Griet
- 1993 : Marita van der Vyver pour Griet skryf 'n sprokie
- 1994 : Mark Behr pour Die reuk van appels et Ronel de Goede pour Skoop
- 1995 : Johan Myburg pour Kontrafak
- 1996 : E.W.S. Hammond pour Doodsteek van 'n diabeet et A.H.M. Scholtz pour Vatmaar
- 1997 : Jaco Fouché pour Die ryk van die rawe
- 1998 : Johann Botha pour Groot vyf
- 1999 : Cristoffel Coetzee (à titre posthume) pour Op soek na generaal Mannetjies Mentz
- 2000 : S.P. Benjamin pour Die lewe is 'n halwe roman
- 2001 : Tom Dreyer pour Stinkafrikaners
- 2002 : Dine van Zyl pour Slagoffers
- 2003 : Barbara Fölscher pour Reisgenoot
- 2004 : Ilse van Staden pour Watervlerk
- 2005 : Melanie Grobler pour Die waterbreker
- 2006 : Marlize Hobbs pour Flarde
- 2007 : Danie Marais pour In die buitenste ruimte
- 2008 : Helena Gunter pour Op 'n plaas in Afrika
- 2009 : Ronelda Kamfer pour Noudat slapende honde et Loftus Marais pour Staan in die algemeen nader aan vensters
- 2010 : Carel van der Merwe pour Geldwolf
- 2011 : Nicole Jaekel Strauss pour Maal
- 2012 : Sonja Loots pour Sirkusboere[1]
- 2014 : Dominique Botha pour Valsrivier[2], traduit de l'afrikaans par Georges Lory sous le titre Rivière fantôme, Actes Sud 2016[3],[4]
- 2015 : Nicola Hanekom pour Die pad byster[5]
- 2016 : Stephanus Muller pour Nagmusiek
- 2017 : Bibi Slippers pour Fotostaatmasjien, Lien Botha pour Wonderboom et Amy Jephta pour Kristalvlakte
- 2018 : Fanie Naudé pour Die derde spoel
- 2019 : Andries Buys (sous le pseudonyme de Lodewyk G. du Plessis) pour Die dao van Dan van der Walt[6]
- 2020 : Johan Jack Smith pour Zola[7]
- 2021 : Jolyn Philips pour Bientang[8]
- 2022 : Ashwin Arendse pour  Man op 'n fiets êrens heen

## Référence de traduction
- (nl) Cet article est partiellement ou en totalité issu de l’article de Wikipédia en néerlandais intitulé « Eugène Maraisprys » (voir la liste des auteurs).

1. ↑  (en) « Adam Small ontvang Hertzogprys, Sonja Loots kry Eugene Maraisprys (Plus : Al die Akademiepryse) », sur Sunday times books live @ sunday times… (consulté le 20 avril 2023).
2. ↑  (en) « Suid-Afrikaanse Akademie vir Wetenskap en Kuns : Bekronings 2014 », sur LitNet, 30 novembre 1 av. J.-C. (consulté le 29 juin 2020).
3. ↑  « Rivière fantôme, Dominique Botha », sur lacauselitteraire.fr (consulté le 20 avril 2023).
4. ↑  « actes-sud.fr/catalogue/littera… »(Archive.org • Wikiwix • Archive.is • Google • Que faire ?).
5. ↑  http://www.akademie.co.za/wp-content/uploads/2015/07/Akademiepryse_2015.pdf
6. ↑  http://www.akademie.co.za/wp-content/uploads/2019/04/Akademiepryse-2019.pdf
7. ↑  (en) « SA Akademie-pryse vir 2020 toegeken », sur Maroela Media, 21 mai 2020 (consulté le 27 juin 2020)
8. ↑  « SA Akademiepryse 2021 », SA Akademie, 16 avril 2021 (consulté le 6 mai 2021)